# Фомина, Ираида Ивановна
Ираи́да Ивановна Фомина (16 (29) мая 1906, поселок Разлив, Российская империя — 15 сентября 1964, Москва, СССР) — советский художник, книжный график. Член Союза работников искусств с 1928 года, член МССХ с 1943 года.

## Биография
Родилась 16 (29) мая 1906 в поселке Разлив в семье будущего академика архитектуры И. А. Фомина. Начала рисовать с раннего детства. Большое влияние на становление художника оказали отец и старший брат, будущий архитектор И. И. Фомин.
В 1922 г. окончила ленинградскую общую трудовую школу № 217 (бывш. гимназия Карла Мая), в 1924 г. поступила в Ленинградский художественно-промышленный техникум на отделение книги и плаката, которым руководил художник-график В. Н. Левитский (1879—1942). Окончила техникум в 1928 г., работала как художник по фарфору, художник-плакатист, художник книги.
Одновременно с ней в эти же годы на отделении книги и плаката учились Н. О. Мунц (1907—1980), И. В. Шабанов (1906—1973) и М. В. Борисова-Мусатова (1905—1991), дружбу с которыми Ираида Фомина поддерживала долгие годы.
В 1932 г. Ираида Фомина переехала в Москву в связи с переводом в столицу её отца. В 1936—1940 гг. училась в Институте повышения квалификации при Московском институте изобразительных искусств, сначала в мастерской ксилографии у А. И. Кравченко (1889—1940), затем у В. А. Фаворского (1886—1964), позднее в мастерской офорта у М. А. Доброва (1877—1958). Занималась рисунком, живописью и офортом в студии им. И. И. Нивинского.
В период учёбы Ираида Фомина много рисует карандашом, пишет маслом и акварелью, работает в станковой графике, создает серии в разных техниках гравюры: ксилографии, литографии, линогравюры, офорта и монотипии. В них находят отражение и впечатления от путешествий в Сванетию (1930-е гг.), и занятия планёрным спортом (1935—1937 гг.).
Во время Великой Отечественной войны Ираида Фомина остаётся в Москве, выполняет серию офортов, посвящённых снятию блокады Ленинграда.
В послевоенные годы интенсивно и плодотворно работает в книжной графике, оформив более 80 изданий по архитектуре, музыке, изобразительному и декоративно-прикладному искусству, произведений отечественной и зарубежной художественной литературы. Оформляя книгу, И. И. Фомина стремится к максимальному использованию полиграфических средств (шрифтов, цветов, фактур переплетных материалов) в художественных целях. Для каждой книги Фомина рисует свой шрифт, включая самый мелкий. Один из её шрифтов носит название «Мир» (1962).
Ираида Фомина — автор обложки журнала «Юность» (первый номер вышел в июне 1955 г.).
В 1950—1951 гг. Ираида Фомина — член бюро Подсекции художников книги Секции графики МССХ. В 1950—1960-е гг. — член Художественного совета по промграфике Комбината графического искусства Московского отделения Художественного фонда РСФСР, в который входили такие известные художники-графики, как В. В. Лазурский (1909—1994), И. Б. Кравцов (1931—?), А. Н. Побединский (1904—1979), А. Д. Крюков (1923—1997) и др. Участник многочисленных художественных выставок (плаката, книжной графики, шрифта).
Ираида Ивановна Фомина умерла 15 сентября 1964 г. в Москве, похоронена на Новодевичьем кладбище в семейном захоронении Фоминых рядом с отцом и матерью.
Мастерство Ираиды Фоминой было признано современниками ещё при её жизни. Она — обладатель золотой медали «За выдающиеся достижения в области книжного оформления» (Лейпциг, 1959 — за эскизы титульного листа и разворота «Слова о полку Игореве»), серебряной медали ВДНХ СССР, дипломов Всесоюзного конкурса искусства книги. Её работы были опубликованы в международном иллюстрированном справочнике ведущих художников промышленной графики, иллюстраторов, типографов и карикатуристов «Who’s who in graphic art» (Zurich, 1962), в альбомах, посвященных искусству шрифта, книжного оформления и графического дизайна.
Основной массив подлинников работ Ираиды Фоминой (графический архив) хранится в Центре визуальной информации Российской государственной библиотеки искусств (г. Москва), отдельные художественные произведения хранятся в Музее книги Российской государственной библиотеки (г. Москва), музее Императорского фарфорового завода (г. Санкт-Петербург), в частных собраниях.

## Промграфика
В конце 1920-х—начале 1930-х гг. И. И. Фомина разрабатывает упаковку для пищевых продуктов, эмблемы, марки, эскизы тканей и росписей по фарфору, рекламные проспекты и др. Участвует в конкурсах, объявленных Ленинградским пищевым трестом (торговая марка и оформление продукции, 1928; II премия), Росстеклофарфором (рисунки и скульптура для керамического производства, 1930), Интуристом (рекламный плакат, 1930—1931; I и II премии) и др.
Разработала издательскую марку для Издательства Академии наук СССР. Автор торговой марки «Главмолоко» Наркомпищепрома СССР (1934—1946). Принадлежность Фоминой авторства знаменитой бело-голубой этикетки для сгущенного молока пока документально не подтверждена. Известен разработанный ею сине-красно-белый вариант для «Союзконсервмолоко» Наркомснаба СССР (1930—1934). Во 2-й половине 1940-х гг. изготовила серию стандартных марок по закрытому конкурсу Министерства связи СССР.

## Монументальная живопись
В 1920-х гг. в Ленинграде вместе с архитектором Л. В. Рудневым участвовала в оформлении Невского проспекта, в начале 1930-х гг. — в росписи Ленинградской государственной консерватории.
В 1937—1938 годах Ираида Фомина вместе с архитектором Д. В. Фоминым участвовала в оформлении павильонов Всесоюзной сельскохозяйственной выставки:
«Зерно», первый вариант (с 1938 года много раз менял название, в 1954 г. реконструирован) — проект и выполнение росписи наружных кессонов;
«Животноводство», первый вариант (перестроен в ходе послевоенной реконструкции, к 1967 разобран, за исключением боковых стен) — проект и выполнение росписи наружных кессонов;
«Таджикская ССР» (снесен в 1966 году) — проект и выполнение росписи плафона и кессонов главного портика.

## Оформление книг
Начиная с 1928 года, работала с издательствами: «Космос» (Харьков), Academia (Ленинград), «Детгиз» (Москва), «Издательство Академии архитектуры» (Москва), «Издательство Академии наук» (Москва), «Искусство» (Москва), «Музгиз» (Москва) и др. Среди книг, оформленных Ираидой Фоминой:
- Санд Ж. Бабушкины сказки. — Харьков: Космос, 1928.
- Рукописи Пушкина в библиотеках, музеях и архивохранилищах СССР : Краткое описание / Под редакцией Н. В. Измайлова и Ю. Г. Оксмана. — Ленинград: Academia, 1929.
- Гессен С. Я. Книгоиздатель Александр Пушкин: Литературные доходы Пушкина. — Ленинград: Academia, 1930.
- Обручев С. В. Колымская землица : Два года скитаний / С предисловием П. Г. Смидовича. — Москва: Советская Азия, 1933.
- Рончевский К. И. Варианты римских капителей: Материалы к изучению декоративного искусства / Перевод с французского, под редакцией В. Д. Блаватского. — Москва: Издательство Всесоюзной академии архитектуры, 1935.
- Северов Н. П. Памятники грузинского зодчества. — Москва: Издательство Академии архитектуры СССР, 1947.
- Советская архитектура за XXX лет РСФСР / Управление по делам архитектуры при Совете Министров РСФСР. — Москва: Академия архитектуры, 1950.
- Рзянин М. И. Памятники русского зодчества. — Москва: Государственное издательство архитектуры и градостроительства, 1950.
- Тургенев И. С. Отцы и дети / Послесловие и подготовка к печати текста приложений Н. Бродского ; Рисунки И. Астапова. — Москва: Детиздат, 1950.
- Шасс Ю. Е. Архитектура жилого дома: Поселковое строительство 1918—1948 годов. — Москва: Государственное издательство литературы по строительству и архитектуре, 1951.
- История Москвы : В 6 т. / Академия наук СССР. Институт истории. — Москва: Академия наук СССР, 1952. Т. 1: Период феодализма XII—XVII вв. / Редакторы: С. В. Бахрушин и др. — 1952.
- Бунин А. В. История градостроительного искусства. — Москва: Государственное издательство литературы по строительству и архитектуре, 1953. Т. 1. — 1953.
- Коростин А. Ф. Русская литография XIX века. — Москва: Искусство, 1953.
- Соловьев К. А. Русский художественный паркет. — Москва: Государственное издательство литературы по строительству и архитектуре, 1953.
- Снегирев В. Л. Памятник архитектуры — храм Василия Блаженного. — Москва: Государственное издательство литературы по строительству и архитектуре, 1953.
- Минкус М., Пекарева Н. И. А. Фомин / Под редакцией члена-корреспондента Академии архитектуры СССР Ю. Савицкого. — Москва: Государственное издательство литературы по строительству и архитектуре, 1953.
- Талепоровский В. Н. Кваренги : Материалы к изучению творчества. — Ленинград; Москва: Государственное издательство литературы по строительству и архитектуре, 1954.
- Мусоргский М. П. Борис Годунов: Клавир. — Москва: Государственное музыкальное издательство, 1955.
- Картины Дрезденской галереи : Альбом / Составитель и автор комментариев М. Я. Либман; вступительная статья А. Чегодаева. — Москва: Изогиз, 1956
- Альбомы партикулярных строений : жилые здания Москвы XVIII века / Подготовка к изданию, статья и комментарии Е. А. Белецкой. — Москва: Государственное издательство литературы по строительству и архитектуре, 1956. — (Архитектурные альбомы М. Ф. Казакова).
- Шапорин Ю. А. Декабристы : Опера в 4-х действиях, 9-ти картинах / Либретто Вс. Рождественского по мотивам А. Н. Толстого; Переложение для пения с фортепьяно В. Васильева. — Москва: Музгиз, 1956.
- Маршак С. Я. Сказки, песни, загадки. — Москва: Детгиз, 1957. — (Золотая библиотека).
- Советская скульптура. 1917—1957 : Альбом / Составление и комментарии И. Тупицина; Предисловие А. Зотова. — Москва: Изогиз, 1957.
- Чуковский К. И. От двух до пяти. — Москва: Детгиз, 1957.
- Московский Кремль : Альбом / Вступительная статья и аннотации А. А. Гончаровой и Н. В. Гордеева ; Фотографии А. А. Тартаковского ; Государственная оружейная палата. — Москва: Госстройиздат, 1958.
- Древнерусская живопись в собрании Государственной Третьяковской галереи : Альбом. — Москва: Изогиз, 1958.
- Индонезийские сказки / Перевод с индонезийского и предисловие В. А. Островского. — Москва: Гослитиздат, 1958. — (Массовая серия).
- Les arts décoratifs populaires en Russie / M. Ilyne ; Trad. par T. Bodko. — Moscou: Éd. en langues étrangères, 1959.
- Антология чешской поэзии XIX—XX веков : В 3 т. : Перевод с чешского / Составление и примечания Л. Кишкина и др.; вступительная статья С. Никольского. — Москва: Гослитиздат, 1959.
- Вебер К. М. Вольный стрелок: Опера в 3-х действиях: Переложение для пения с фортепьяно / Либретто Ф. Кинда, речитативы Г. Берлиоза. — Москва: Государственное музыкальное издательство, 1961
- Прокофьев С. С. Александр Невский: Кантата для меццо-сопрано, хора и оркестра: Партитура. — Москва: Государственное музыкальное издательство, 1961
- Белинский В. Г. О театре : Статьи : Для старшего возраста / Вступительная статья Ю. Гаецкого. — Москва: Детгиз, 1961. — (В мире прекрасного)
- Лазарев В. Н. Феофан Грек и его школа. — М.: Искусство, 1961. — 136 с.
- Логвин Г. Н. Киев: По художественным памятникам Киева. Очерк / Худож. И. И. Фомина. — М.: Искусство, 1960. — 280 с. — (Архитектурно-художественные памятники городов СССР). — 10 000 экз.

- Пугаченкова Г. А. Самарканд. Бухара: Спутник по древним городам Самарканду и Бухаре / Худож. И. И. Фомина. — М.: Искусство, 1961. — 216 с. — (Архитектурно-художественные памятники городов СССР). — 10 000 экз.
- Черкасов Н. К. В театре и в кино : Рассказ о труде актера : (Для старшего возраста). — М.: Детгиз, 1961. — 144 с. — (В мире прекрасного).
- Эренгросс Б. А. По законам красоты : (Экскурсия по музеям и улицам города) : (Для сред. и старш. школьного возраста). — М.: Детгиз, 1961. — 112, [8] с. — (В мире прекрасного).
- Никонова И. И. Михаил Васильевич Нестеров : Художник. 1862—1942. — М.: Искусство, 1962. — 192 с.
- Римский-Корсаков Н. А. Садко: Опера-былина в семи картинах: Переложение для пения в сопровождении фортепьяно. — Москва: Государственное музыкальное издательство, 1962.
- Иван Александрович Фомин. 1872—1936: Проекты, постройки, офорты : Каталог выставки в Ленинграде и Москве / Союз архитекторов СССР. Союз художников СССР. Музей архитектуры Академии строительства и архитектуры СССР; Сост.: И. А. Казакова, К. В. Усачёва. — М., 1962.
- Гёте И. В. Избранное / Сост., авт. вступ. статьи и коммент. С. Тураев. — М.: Детгиз, 1963.
- Гращенков В. Н. Рисунок мастеров итальянского Возрождения : Очерки истории, теории и практики. — М.: Искусство, 1963. — 426 с.
- Демина Н. А. «Троица» Андрея Рублева. — М.: Искусство, 1963. — 96, [3] с.
- Свирин А. Н. Древнерусское шитье. — М.: Искусство, 1963. — 152 с.
- Смирнова И. А. Тициан и венецианский портрет XVI века : К вопросу о высоком и позднем Возрождении. — М.: Искусство, 1964. — 328, [12] с.

## Участие в выставках
- 1932 — Первая всесоюзная выставка плаката «Плакат на службе пятилетки»[22].
- 1934 — Молодёжная выставка в Москве[23].
- 1944 — Выставка офорта, 1934—1944[24].
- 1948 — Первая выставка художников книги[25].
- 1951 — Вторая выставка художников книги[26].
- 1951 — Выставка книги и книжной графики Детгиза[27].
- 1952 — Третья выставка художников книги[28].
- 1953 — Выставка русского рисованного шрифта московских художников.
- 1953 — Четвёртая выставка художников книги[29].
- 1955 — Пятая выставка художников книги[30].
- 1957 — Шестая выставка художников книги[31].
- 1957 — Выставка живописи, скульптуры, графики к Первому Всесоюзному съезду советских художников[32].
- 1959 — Седьмая выставка книжной графики[33].
- 1963 — Выставка советской прикладной графики (1917—1963).
- 1964 — Выставка к 400-летию начала книгопечатания в России.

## Участие в международных выставках
- 1956 — Выставка в Париже, Бордо и Марселе (Франция).
- 1958 (октябрь, ноябрь) — Выставка в Румынии (Клуш, Бухарест, Яссы).
- 1958 (ноябрь) — Выставка в Польше (Варшава, Краков, Катовице).
- 1959 — Выставка в Венгрии.
- 1959 — Международная выставка искусства книги в Лейпциге (ГДР)[34].
- 1959 — Чехословакия.

## Семья
- Отец — Иван Александрович Фомин (1872—1936), русский и советский архитектор, академик архитектуры.
- Мать — Александра Николаевна Фомина (ур. Николаева, 1874—1964), домохозяйка.
- Брат — Игорь Иванович Фомин (1904—1989), советский архитектор.
- Муж — Михаил Вениаминович Хвостов (1896—1941), дирижёр[35]. Брак был заключен в 1927 г. и продлился до 1935 г. Вторым браком М. В. Хвостов был женат на Ирине Леонидовне Шервуд (1904—1997?), дочери скульптора Л. В. Шервуда (1871—1954)[36].
- Дочь — Александра Ивановна Фомина (р. 1939), художник-монументалист[37].

## Память
- 1965 — Первая посмертная выставка работ И. И. Фоминой. (Москва)
- 1986 — Выставка произведений к 80-летию со дня рождения[38].
- 2011 — «История архитектуры: книжная графика И. И. Фоминой 1940—1960 гг.» (Москва, Московский архитектурный институт)[39].
- 2012 — «Династия Фоминых: архитекторы и художники». (Москва, Российская государственная библиотека искусств)[40].
- 2013 — «Между буквой и образом: творческое наследие Ираиды Фоминой (1906—1964)». (Москва, Государственный институт искусствознания)[41].